# Impatiens polyantha
Impatiens polyantha är en balsaminväxtart som beskrevs av Ernest Friedrich Gilg. Impatiens polyantha ingår i släktet balsaminer, och familjen balsaminväxter. Inga underarter finns listade i Catalogue of Life.